# La Fragosa
Fragosa es una alquería del concejo de Nuñomoral, en la provincia de Cáceres, Comunidad Autónoma de Extremadura (España).

## Monumentos
Iglesia parroquial católica bajo la advocación de San Pedro de Alcántara, a cargo del párroco de Nuñomoral, en la diócesis de Coria.